# Juan Manuel López Iturriaga
Juan Manuel López Iturriaga (Bilbao, País Basc 1959) és un jugador de bàsquet espanyol, ja retirat, guanyador d'una medalla olímpica.

## Biografia
Va néixer el 4 de febrer de 1959 a la ciutat de Bilbao, capital de la província de Biscaia.

## Carrera esportiva

### A nivell de clubs
| Anys      | Equips          | Lliga                                |
| --------- | --------------- | ------------------------------------ |
| 1975-1976 | Loyola Indautxu | Lliga espanyola de bàsquet           |
| 1976-1988 | Reial Madrid    | Lliga espanyola de bàsquet/Lliga ACB |
| 1988-1990 | Cajabilbao      | Lliga ACB                            |

Palmarès amb el Reial Madrid:
- 7 Lligues espanyoles/Lligues ACB: 76/77, 78/79, 79/80, 81/82, 83/84, 84/85 i 85/86
- 3 Copes del Rei: 76/77, 84/85 i 85/86
- 2 Copes d'Europa: 77/78 i 79/80
- 1 Recopa d'Europa: 83/84
- 1 Copa Korac: 87-88
- 2 Copes Intercontinentals: 1977 i 1978
- 1 Mundial de Clubs de bàsquet: 1981

### Amb la selecció nacional
Va participar, als 21 anys, en els Jocs Olímpics d'Estiu de 1980 realitzats a Moscou (Unió Soviètica), on aconseguí guanyar amb la selecció espanyola de bàsquet un diploma olímpic en finalitzar quart en la competició masculina. En els Jocs Olímpics d'Estiu de 1984 realitzats a Los Angeles (Estats Units) aconseguí guanyar la medalla de plata.
Al llarg de la seva carrera va aconseguir una medalla de plata al Campionat d'Europa de bàsquet masculí.

### Retir esportiu
Amb la seva retirada passà a col·laborar, en temes esportius, en el diari El País i la revista Gigantes del Basket. Així mateix ha treballat de comentarista, esportiu o no, en diferents televisions.